# Vilar de Lomba
Vilar de Lomba era una freguesia portuguesa del municipio de Vinhais, distrito de Braganza.

## Geografía
Vilar de Lomba está situada en la meseta de Lomba, antes de la confluencia de los ríos Mente y Rabaçal, en el extremo occidental del concelho de Vinhais, a unos 30 km de su capital y limitando ya con los de Chaves y Valpaços, dentro de la comarca conocida como Terra Fría de Trás-os-Montes.

## Historia
Fue suprimida el 28 de enero de 2013, en aplicación de una resolución de la Asamblea de la República portuguesa promulgada el 16 de enero de 2013 al unirse con la freguesia de São Jomil, formando la nueva freguesia de Vilar de Lomba e São Jomil.

## Patrimonio
En el patrimonio histórico-artístico de la antigua freguesia pueden citarse la iglesia parroquial y la capilla de Santa Lucía; esta última situada en la aldea de Ferreiros de Lomba.